# Got to Get It
Got to Get It è un singolo del cantautore statunitense Sisqó, pubblicato il 2 novembre 1999 come primo estratto dall'album Unleash the Dragon.

## Tracce
CD Singolo
1. Got To Get It – 2:43
2. Got To Get It (feat. Make It Hot) – 2:53
3. Got To Get It (Instrumental) – 2:54
4. Got To Get It (Video)

## Classifiche
| Classifica (1999-01) | Posizione massima |
| -------------------- | ----------------- |
| Australia            | 39                |
| Germania             | 48                |
| Nuova Zelanda        | 50                |
| Paesi Bassi          | 42                |
| Regno Unito          | 14                |
| Stati Uniti          | 40                |